# أنتوني ماسون
أنتوني ماسون (بالإنجليزية: Anthony Mason)‏ هو صحفي أمريكي، ولد في 23 يونيو 1956 في نيويورك في الولايات المتحدة.